# Beauvallon (Ródano)
Beauvallon es una comuna nueva francesa situada en el departamento de Ródano, de la región de Auvernia-Ródano-Alpes.

## Historia
Fue creada el 1 de enero de 2018, en aplicación de una resolución del prefecto de Ródano del 28 de diciembre de 2017 con la unión de las comunas de Chassagny, Saint-Andéol-le-Château y Saint-Jean-de-Touslas, pasando a estar el ayuntamiento en la antigua comuna de Saint-Andéol-le-Château.

## Demografía
| Gráfica de evolución demográfica de Beauvallon entre 1800 y 2015 |
|                                                                  |

Los datos entre 1800 y 2014 son el resultado de sumar los parciales de las tres comunas que forman la nueva comuna de Beauvallon, cuyos datos se han cogido de 1800 a 1999, para las comunas de Chassagny, Saint-Andéol-le-Château y Saint-Jean-de-Touslas de la página francesa EHESS/Cassini. Los demás datos se han cogido de la página del INSEE.

## Composición
| Comuna delegada         | Código INSEE | Población (2015) | Superficie (km²) | Densidad (hab./km²) |
| ----------------------- | ------------ | ---------------- | ---------------- | ------------------- |
| Chassagny               | 69048        | 1314             | 9.33             | 141                 |
| Saint-Andéol-le-Château | 69179        | 1734             | 9.95             | 174                 |
| Saint-Jean-de-Touslas   | 69213        | 846              | 5.57             | 152                 |